# Hackenberg (Wipperfürth)

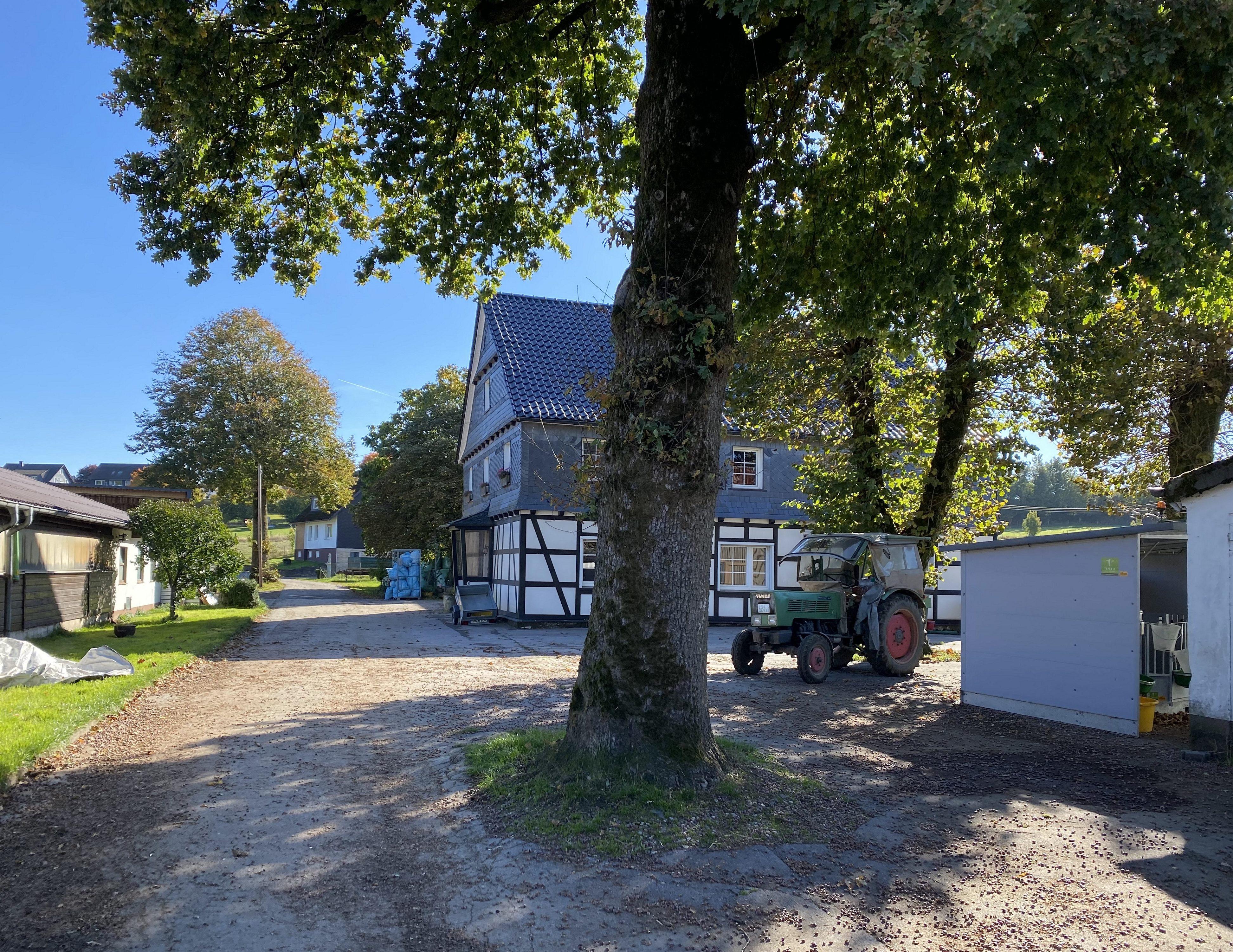
Hof in Hackenberg

Hackenberg ist eine Hofschaft von Wipperfürth im Oberbergischen Kreis im Regierungsbezirk Köln in Nordrhein-Westfalen (Deutschland).

## Lage und Beschreibung
Die Hofschaft liegt im Nordosten von Wipperfürth am nordwestlichen Ortsrand des Dorfes Kreuzberg. Nachbarorte sind Kreuzberg, Ritterlöh und Forste. Am südwestlichen Ortsrand entspringt der in die Schevelinger Talsperre mündende Schevelinger Bach.
Politisch wird der Ort durch den Direktkandidaten des Wahlbezirks 11 (110) Kreuzberg im Rat der Stadt Wipperfürth vertreten.

## Geschichte
1443 wird Hackenberg in einer Liste über die Einkünfte und Rechte des Kölner Apostelstiftes mit der Ortsbezeichnung Hackenberghe erstmals genannt. Die Karte Topographia Ducatus Montani aus dem Jahre 1715 zeigt zwei Höfe und bezeichnet diese mit Hackenberg. Am Weg zwischen den beiden Häusern Hackenberg 1 und 2 steht ein altes Wegekreuz, dass aus dem Jahr 1782 stammt. Es ist ein gelistetes Baudenkmal (Nr. 36) der Stadt Wipperfürth.

## Busverbindungen
Über die im Nachbarort Kreuzberg gelegene Bushaltestelle Kloster der Linie 338 (VRS/OVAG) ist eine Anbindung an den öffentlichen Personennahverkehr gegeben.

## Wanderwege
Die vom SGV ausgeschilderten Rundwanderwege A1, A2, A3 und der Wipperfürther Rundweg führen durch die Hofschaft.

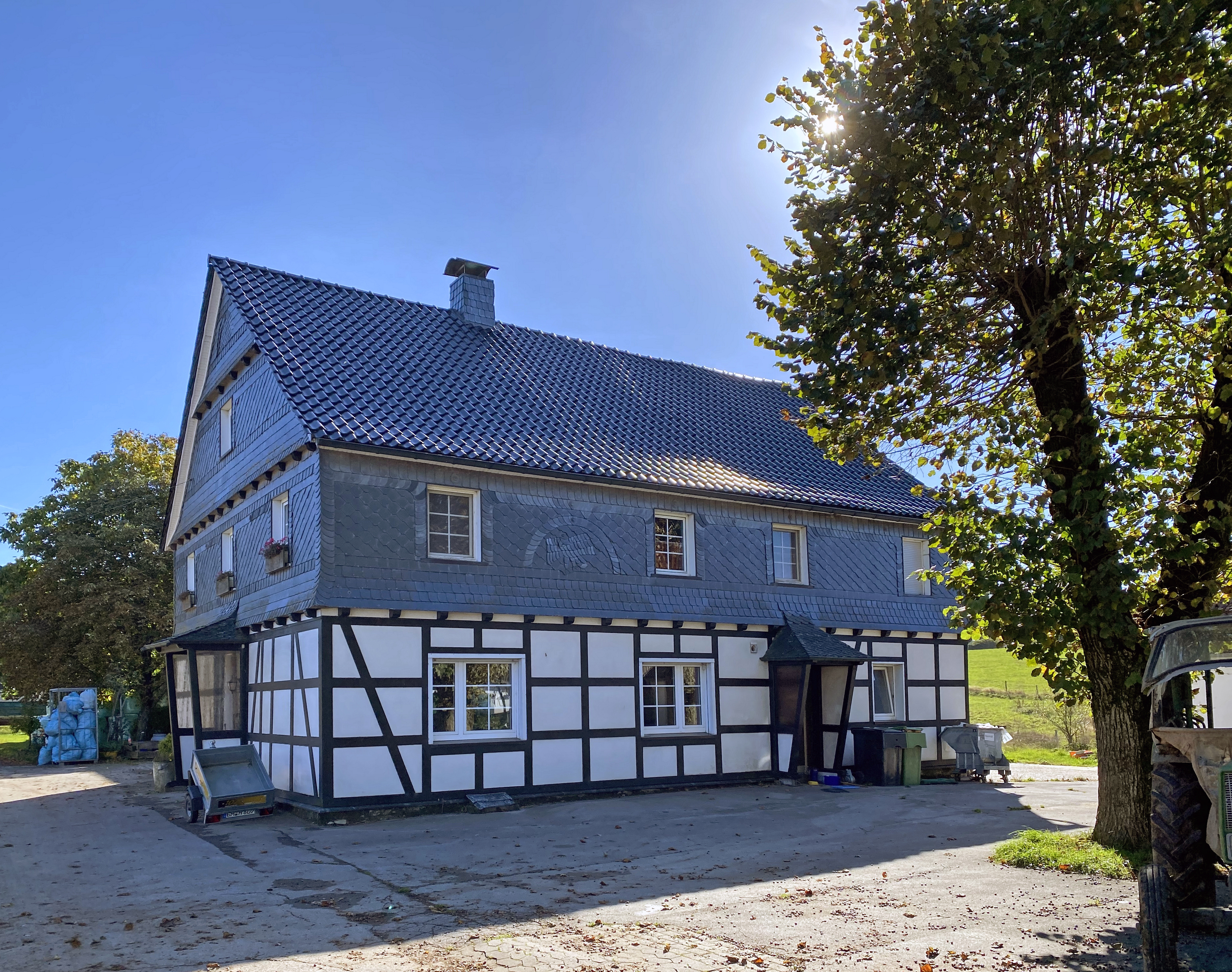
Fachwerkhof Hackenberg 2
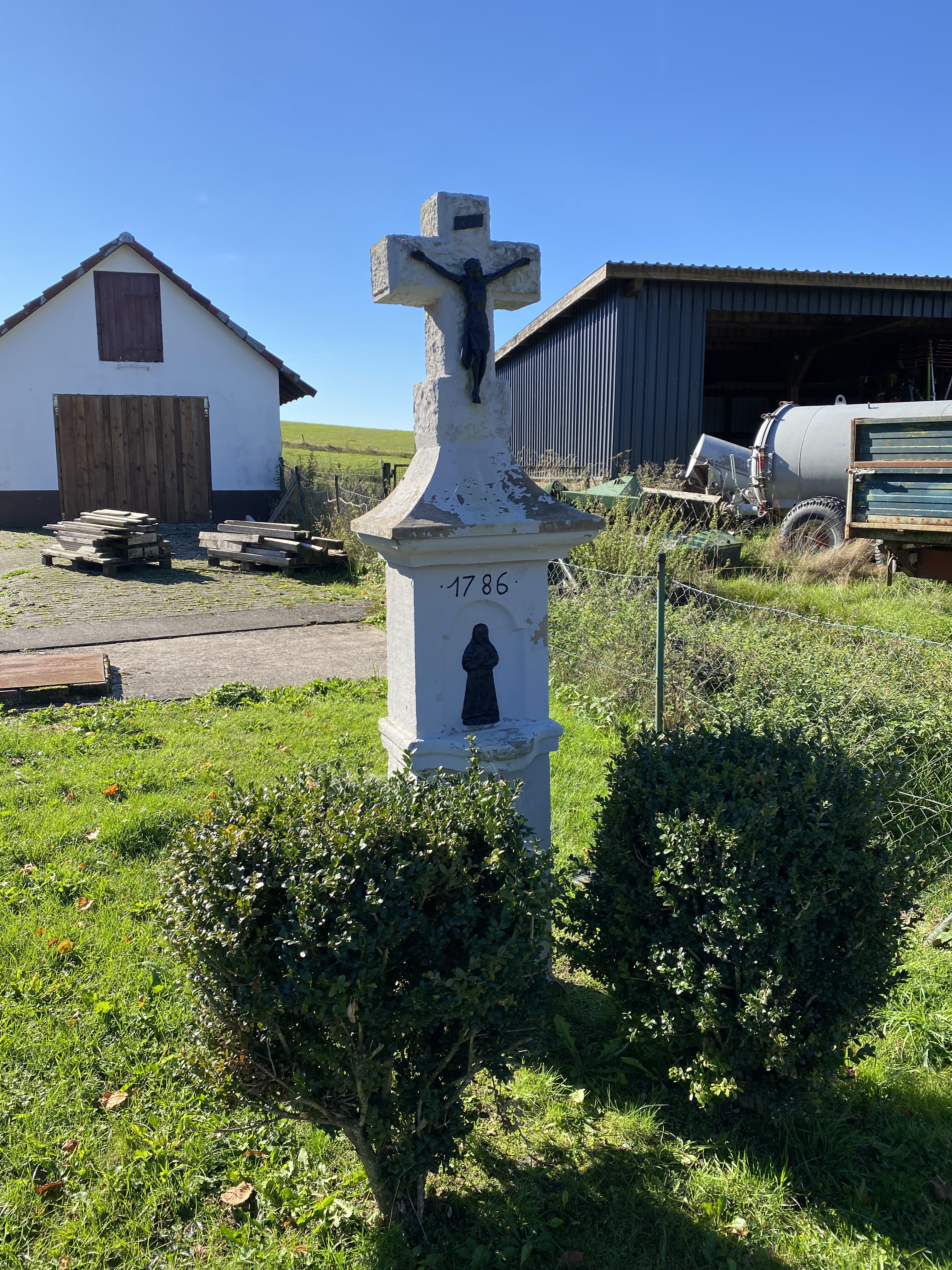
Das alte Wegekreuz (1782)
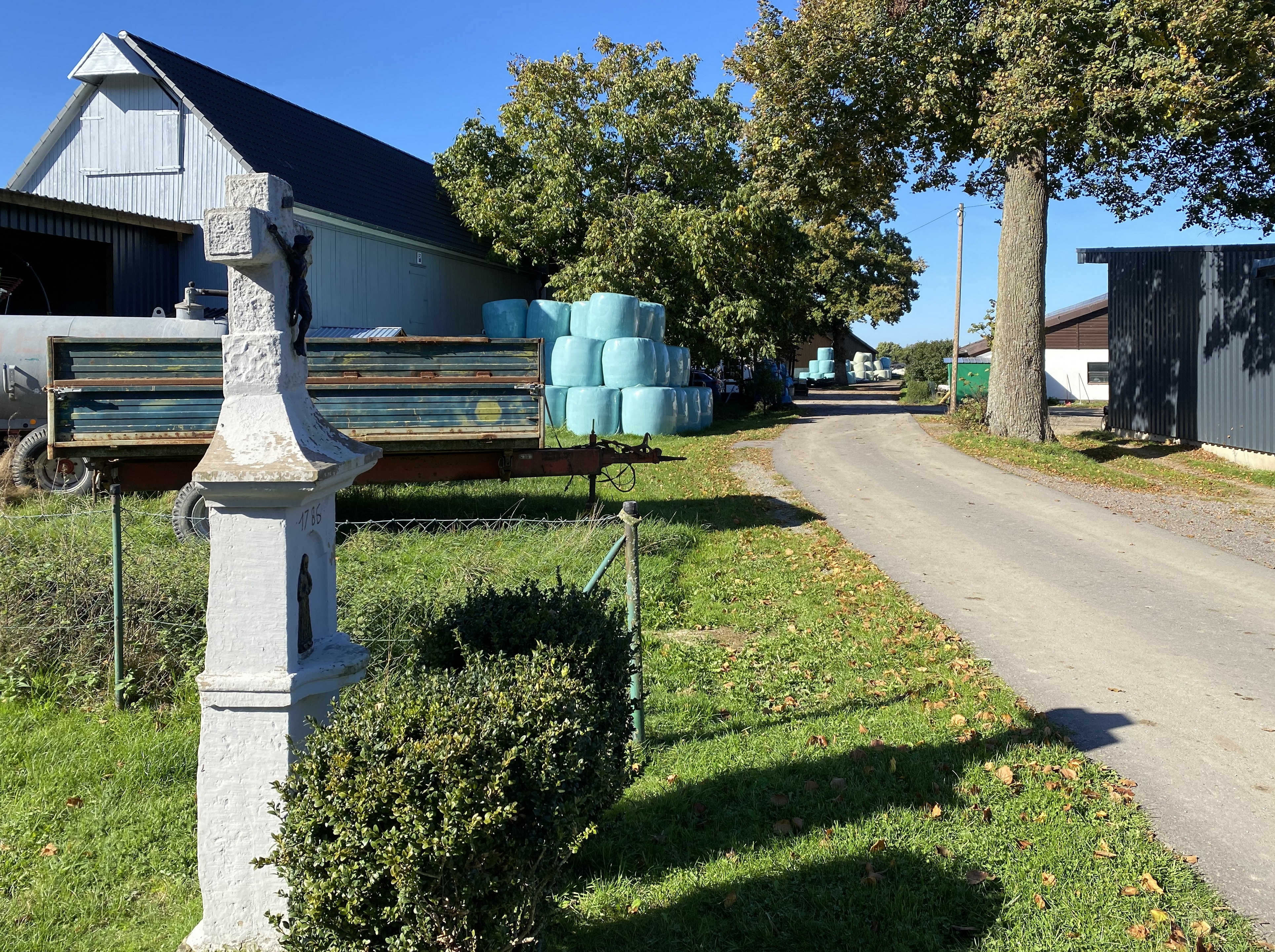
Wegekreuz